# جوليو سيزار (لاعب كرة قدم مواليد 1982)
جوليو سيزار (بالبرتغالية: Júlio César Coelho Moraes Júnior‏) هو لاعب كرة قدم برازيلي في مركز الدفاع، ولد في 15 يونيو 1982 في ساو باولو في البرازيل. لعب مع بوتافوغو ريغاتاس وغريميو بورتو أليغرينزي ونادي بانغو أتلتيكو ونادي غوياس ونادي فاسكو دا غاما ونادي فلامنغو ونادي فلومينينسي ونادي كروزيرو ونادي ناوتيكو.

## وصلات خارجية
- جوليو سيزار (لاعب كرة قدم مواليد 1982) على موقع قاعدة بيانات كرة القدم.إي يو (الإنجليزية)
- جوليو سيزار (لاعب كرة قدم مواليد 1982) على موقع Soccerway.com (الإنجليزية)